# Brassosophronitis
× Brassosophronitis, (abreviado Bnts) en el comercio, es un híbrido intergenérico entre los géneros de orquídeas Brassavola x Sophronitis. Fue publicado en Orchid Rev.